# Роччелла-Йоніка
Роччелла-Йоніка (італ. Roccella Ionica, сиц. Rucceja) — муніципалітет в Італії, у регіоні Калабрія,  метрополійне місто Реджо-Калабрія‎.
Роччелла-Йоніка розташована на відстані близько 520 км на південний схід від Рима, 70 км на південь від Катандзаро, 70 км на схід від Реджо-Калабрії.
Населення — 6571 особа (2014).
Щорічний фестиваль відбувається 21 травня. Покровитель — San Vittorio martire.

## Демографія
Населення за роками:

Станом на 1 січня 2023 року в муніципалітеті офіційно проживало 236 іноземців з 36 країн, серед них 107 громадян країн Євросоюзу та 52 громадяни України.

## Сусідні муніципалітети
- Каулонія
- Джоїоза-Йоніка
- Марина-ді-Джоїоза-Йоніка
- Мартоне
- Нардодіпаче